# Ljubanje
Ljubanje (cyr. Љубање) – wieś w Serbii, w okręgu zlatiborskim, w mieście Užice. W 2011 roku liczyła 787 mieszkańców.